# Pozice nohou v baletu
Pozice nohou v baletu je základem klasické baletní techniky, která definuje standardní umístění chodidel na podlaze.
V současném klasickém baletu je pět základních pozic, známých jako první až pátá pozice. V roce 1725 připsal taneční mistr Pierre Rameau kodifikaci těchto pěti poloh francouzskému choreografovi a tanečníkovi Pierru Beauchampovi. Dvě další pozice, známé jako šestá a sedmá pozice, kodifikoval Serge Lifar ve 30. letech 20. století, když působil jako baletní mistr v baletu Pařížské opery, i když jejich použití je omezeno na Lifarovy choreografie. Autorem šesté a sedmé pozice nebyl Lifar, bylo to oživení pozic, které existovaly již v osmnáctém století, kdy bylo v klasickém baletu předepsáno dokonce deset pozic nohou.
Pět základních pozic, u nichž by měla být váha těla rozložena na obou chodidlech stejně:
- První pozice: Nohy maximálně vytočené (ideálně do úhlu 180°), špičky nohou od sebe, patami i koleny u sebe.
- Druhá pozice: Nohy maximálně vytočené, mezera mezi patami na délku chodidla.
- Třetí pozice: Nohy vytočené, jedno chodidlo předsunuté tak, aby zakrývalo 50 % druhého chodidla – tzn. pata jedné nohy je zaklíněna do klenby nohy druhé.
- Čtvrtá pozice: Nohy vytočené, jedna noha předsunutá, váha na obou nohou. Vzájemně se překrývají, je však mezi nimi mezera na délku chodidla.
- Pátá pozice: Nohy vytočené, jedna noha před druhou, vzájemně se překrývají a dotýkají tzn. pata jedné nohy se překrývá se špičkou druhé nohy.

Někdy je k těmto pozicím jako základní přidávána ještě tzv. paralelní pozice (nebo šestá pozice): Nohy paralelně vytočené směrem vpřed, špičky i paty u sebe.

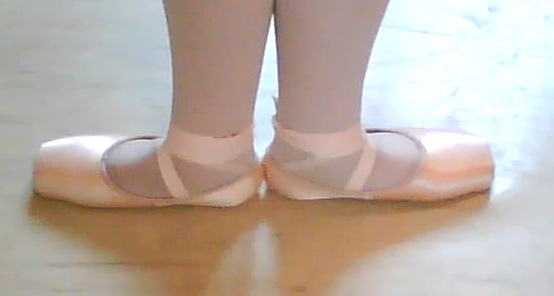
1. pozice
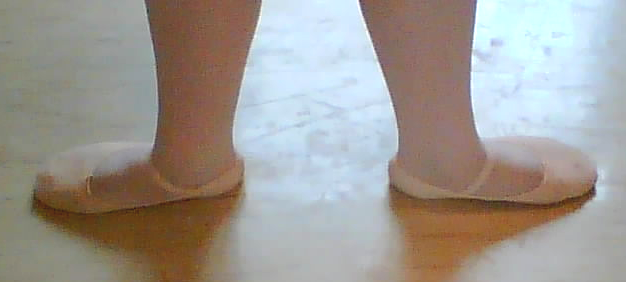
2. pozice
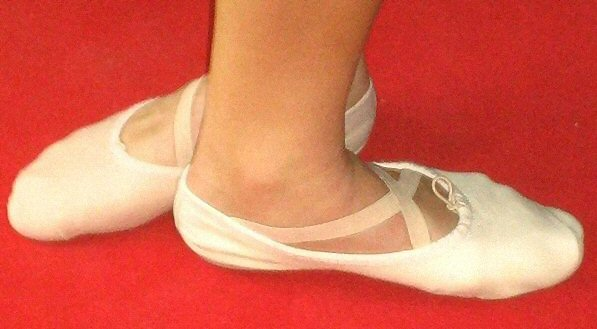
3. pozice
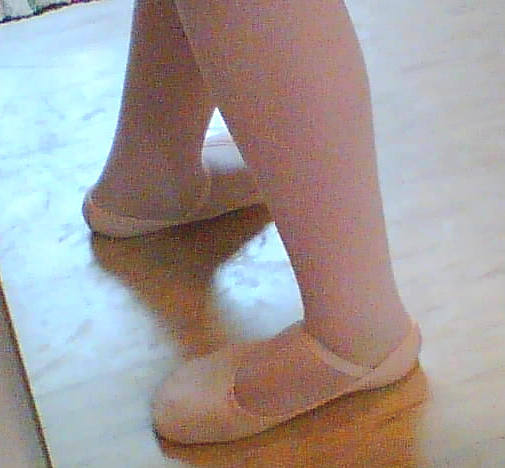
4. pozice
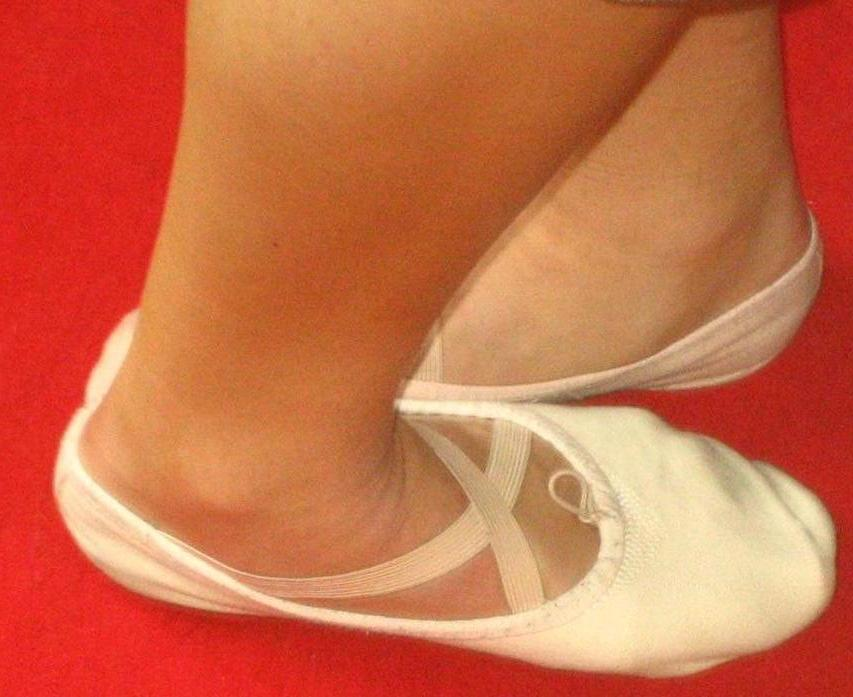
5. pozice
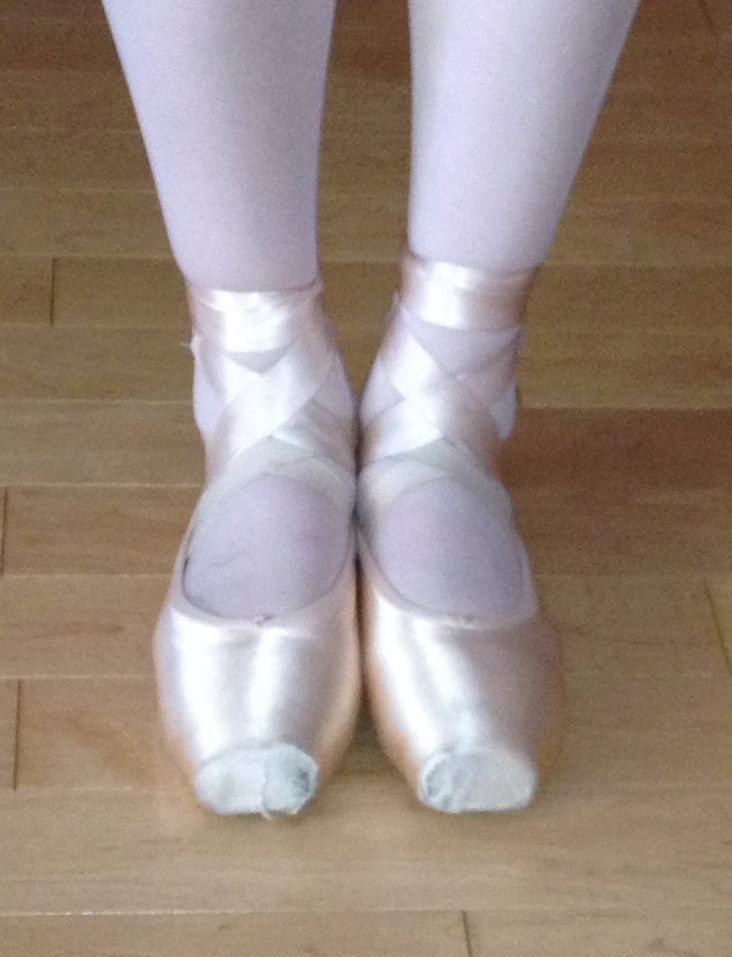
6. pozice